# Hoofdstelling van de riemann-meetkunde
In de riemann-meetkunde, een deelgebied van de wiskunde, stelt de hoofdstelling van de riemann-meetkunde, dat er op enige riemann-variëteit (of pseudo-riemann-variëteit) een unieke torsie-vrije metrische verbinding bestaat, die de levi-civita-verbinding van de gegeven metriek wordt genoemd. Hier is een metrische (of riemann-)verbinding, een verbinding die de metrische tensor bewaart. 

Preciezer:

Laat {\displaystyle (M,g)} een 
riemann-variëteit (of pseudo-riemann-variëteit) zijn,  
dan is er een unieke verbinding {\displaystyle \nabla }, die aan de volgende voorwaarden voldoet: 
1. voor enige vectorvelden {\displaystyle X,Y,Z} hebben wij {\displaystyle \partial _{X}\langle Y,Z\rangle =\langle \nabla _{X}Y,Z\rangle +\langle Y,\nabla _{X}Z\rangle }, waar {\displaystyle \partial _{X}\langle Y,Z\rangle } de afgeleide van de functie {\displaystyle \langle Y,Z\rangle } aanduidt langs vectorveld {\displaystyle X}.
2. voor enige vectorvelden {\displaystyle X,Y}, {\displaystyle \nabla _{X}Y-\nabla _{Y}X=[X,Y]}, waar {\displaystyle [X,Y]} de lie-haken voor vectorvelden {\displaystyle X,Y} aanduiden.

(De eerste voorwaarde houdt in dat de metrische tensor wordt bewaard door parallel transport, terwijl de tweede voorwaarde het feit uitdrukt dat de torsie van {\displaystyle \nabla } nul is.) 
Een uitbreiding van de hoofdstelling stelt dat er, gegeven een pseudo-riemann-variëteit, een unieke verbinding bestaat, die de metrische tensor bewaart met enige gegeven vectorwaardige 2-vorm als haar torsie. 
Een technisch bewijs kan een formule voor christoffel-symbolen van de verbinding in een lokaal coördinatensysteem presenteren. Voor een gegeven metriek kan deze verzameling van vergelijkingen nogal ingewikkeld worden. Er bestaan snellere en eenvoudigere methoden om de christoffel-symbolen voor een bepaalde metriek te verkrijgen, bijvoorbeeld het gebruiken van de actie integraal en de geassocieerde euler-lagrange-vergelijkingen.